# 이수화 (1955년)
이수화(李秀華, 1955년 1월 16일 ~ , 경북 청도)는 대한민국의 공무원이다.2009.4
부터 가톨릭의대 경북대 대구가톨릭대에서 강의 연구했으며 단국대미래ICT융합학과서 강의중.

## 학력
- 경북고등학교 졸업
- 성균관대학교 행정학 학사
- 미주리컬럼비아 대학원 경제학 석사
- 미주리컬럼비아대학교 경제학 박사(화폐금융전공 )

## 경력
- 제19회 행정고등고시 합격(1976)
- 농림수산부 행정사무관
- 농림수산부 농업금융과장(서기관)
- 농림수산부 식량정책과장(부이사관)
- 농림부 농업정책과장
- 농림부 농업정보통계관
- 주미국 대사관 농무관(농업협상참사관)
- 국립농산물품질관리원장(이사관)
- 농림부 식량정책국장
- 산림청 차장
- 농촌진흥청장
- 국제개발협력위원(위원장;국무총리)
- 농협경제연구소장(대표이사)
- 해외농진청동문회(URAA )후원회장(회원2200명)
- 가톨릭대학교 초빙교수(의대바이오신소재연구소 )
- 대구가톨릭대경제금융과 석좌교수(2013.9-2017.8)
- 식약처 식품의약품안전정책심의 위원장(2015.5-2019.5 )
- 단국대 미래ICT융합학과 초빙교수(2015.9-)
- 한국농수산식품유통공사 비상임이사(2017.2-2019.5 )
- 미국 Vermont주 주류ᆞ복권취급자격증취득(2020.5)
- 육군 병장제대(1978.10-1981.1)

## 수상
- 1983년 : 근정포장
- 2006년 : 황조근정훈장

| 전임 조연환 | 제22대 산림청 차장 2004년 8월 19일 ~ 2008년 3월 8일 | 후임 정광수 |

| 전임 김인식 | 제21대 농촌진흥청장 2008년 3월 8일 ~ 2009년 1월 22일 | 후임 김재수 |

| 전임 김석동 | 제3대 농협경제연구소대표이사 2011년 2월 16일 ~ 2013년 2월 16일 | 후임 김유태 |